# Federación Haitiana de Fútbol
La Federación Haitiana de Fútbol (FHF) (en francés Fédération Haïtienne de Football, y en criollo haitiano: Federasyon Ayisièn Foutbòl) es el ente que rige al fútbol en Haití. Fue fundada en 1904 y se afilió a la FIFA en 1933. Es miembro de la Concacaf desde 1961 y está a cargo de la selección de fútbol de Haití y todas las categorías inferiores. El principal escenario deportivo es el Estadio Sylvio Cator, de Puerto Príncipe.

## Campeonatos de clubes
- Liga de fútbol de Haití (18 equipos en Primera división).
- Copa de Haití